# Fremad igen
Fremad igen er en dansk reportagefilm fra 1945, der er instrueret af Gunnar Wangel.

## Handling
Reportage fra militærets feltbane ved Bramsnæs Vig.